# 428
428（四百二十八、よんひゃくにじゅうはち）は自然数、また整数において、427の次で429の前の数である。

## 性質
- 428は合成数であり、約数は 1, 2, 4, 107, 214, 428 である。
  - 約数の和は756。
- 各位の和が14になる28番目の数である。1つ前は419、次は437。
- 428 = 22 + 102 + 182 = 62 + 142 + 142
  - 3つの平方数の和2通りで表せる102番目の数である。1つ前は421、次は432。(オンライン整数列大辞典の数列 A025322)
  - 428 = 22 + 102 + 182
    - 異なる3つの平方数の和1通りで表せる109番目の数である。1つ前は427、次は436。(オンライン整数列大辞典の数列 A025339)
- 428 = 22 × 107
  - 2つの異なる素因数の積で p2 × q の形で表せる53番目の数である。1つ前は425、次は436。(オンライン整数列大辞典の数列 A054753)
- n = 4 のときの n と 7n を並べてできる数である。1つ前は321、次は535。(オンライン整数列大辞典の数列 A009441)
- n = 428 のとき n と n + 1 を並べた数を作ると素数になる。n と n + 1 を並べた数が素数になる52番目の数である。1つ前は426、次は432。(オンライン整数列大辞典の数列 A030457)

## その他 428 に関連すること
- ISO 3166-1（JIS X 0304 国名コード）の428は、ラトビア。
- バーコード規格、EANの国コード428は、ドイツ。
- 428 〜封鎖された渋谷で〜 - Wii、PS3用サウンドノベルゲーム。2008年12月発売。
- チャールズ・F・ヒューズ(USS Charles F. Hughes, DD-428)は、アメリカ海軍の駆逐艦。
- ウルア(USS Ulua, SS-428)は、アメリカ海軍の潜水艦。